# نظرية متجذرة

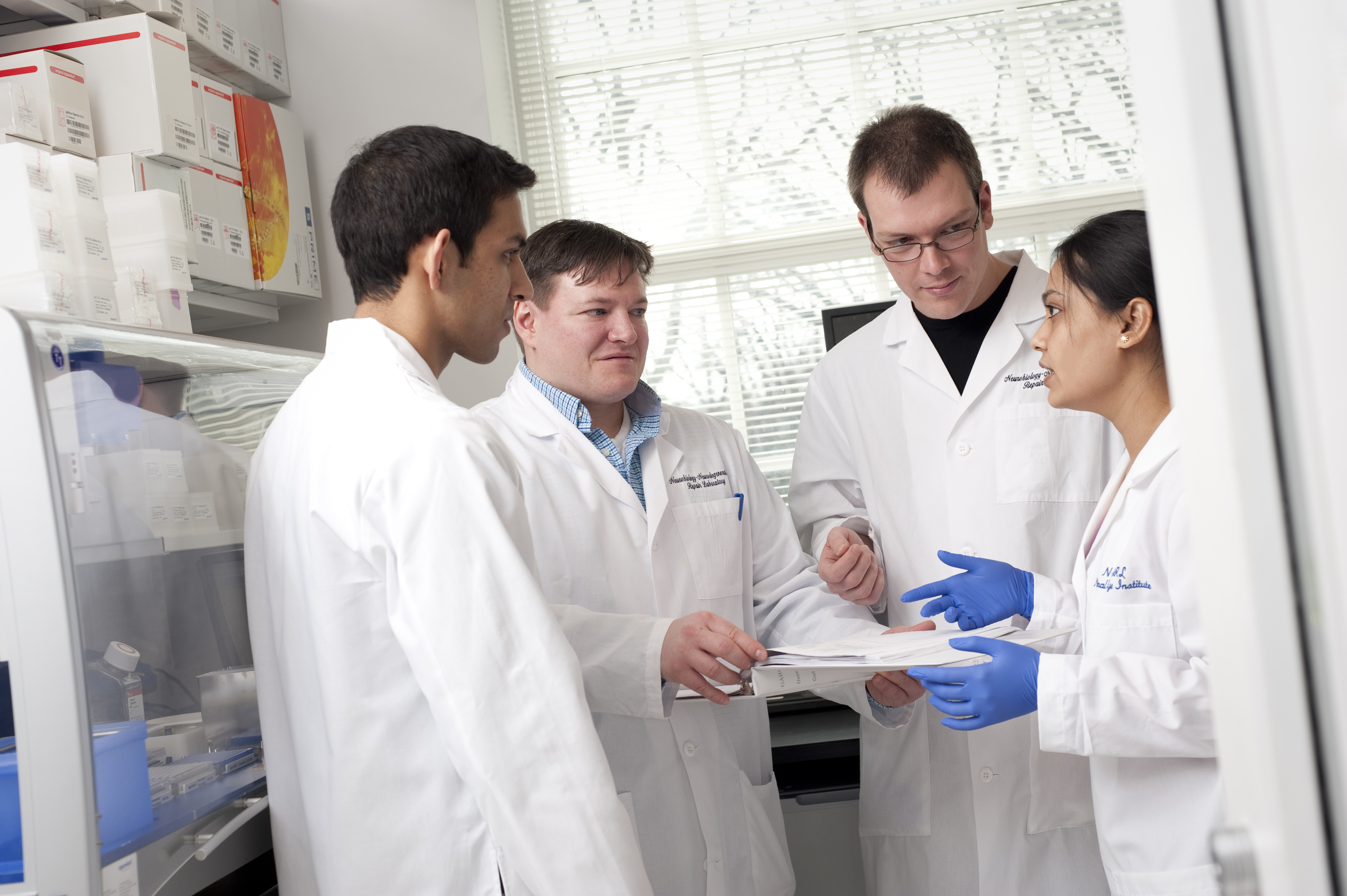

النظرية المتجذرة أو النظرية المجذرة (بالإنجليزية: Grounded theory، واختصارًا: GT) هي منهجية منتظمة في العلوم الاجتماعية تشمل بناء النظريات من خلال جمع وتحليل منهجي للبيانات. تستخدم منهجية البحث هذه الاستدلال الاستقرائي، على عكس نموذج الفرضية الاستنتاجية للمنهج العلمي. ومن المرجح أن تبدأ الدراسة التي تستخدم النظرية المجذرة بسؤال، أو حتى بمجرد جمع البيانات النوعية. وأثناء مراجعة الباحثين للبيانات التي جُمعت، تظهر الأفكار أو المفاهيم أو العناصر المتكررة، ويوضع علامات عليها بواسطة رموز استُخرجت من البيانات. ومع جمع المزيد من البيانات وإعادة مراجعتها، يمكن تجميع الرموز في مفاهيم، ثم في فئات وقد تصبح هذه الفئات أساس النظرية الجديدة. وبالتالي فإن النظرية المجذرة مختلفة تمامًا عن النموذج التقليدي للبحوث، إذ يختار الباحث إطارًا نظريًا قائمًا، ثم يجمع البيانات فقط لكي يظهر كيف تنطبق النظرية على الظاهرة قيد الدراسة أو لا تنطبق عليها.

## خلفية
إن النظرية المجذرة هي منهجية عامة وطريقة للتفكير في البيانات ووضع مفاهيمها. وهو يركز على دراسات مختلف فئات السكان من مختلف المجالات مثل الزواج مرة أخرى بعد الطلاق (كوبي عام 1983) والتنشئة الاجتماعية المهنية (برودهايد عام 1983). وقد طُورت النظرية المجذرة من قبل عالمين من علماء الاجتماع هما بارني جلاسر وأنسيلم ستراوس.
أدى تعاون العالمين في بحث على مرضى المستشفيات المحتضرين أن يكتبوا كتابًا عن وعي المحتضرين في عام 1965. وطوروا في هذا البحث أسلوب المقارنة الثابتة، والتي عُرفت فيما بعد كمنهج النظرية المجذرة. يوجد ثلاثة أهداف رئيسية وراء نشر كتاب (اكتشاف النظرية المجذرة):
1. الأساس المنطقي للنظرية التي ينبغي أن تتجذر هو أن هذه النظرية تساعد في سد الفجوة بين النظرية والبحوث التجريبية.
2. المساعدة في اقتراح منطق النظريات المجذرة.
3. وقد ساعد هذا الكتاب في إضفاء الشرعية على البحوث النوعية الدقيقة. وقد اعتبر ذلك أهم هدف لأن أساليب البحث الكمي بحلول الستينيات كانت قد اتخذت اليد العليا في ميادين البحث والأساليب النوعية لا تعتبر أساليب تحقق كافية.[3]

وقد ظهرت هذه النظرية في الأساس عندما كانت هناك موجة من النقد تجاه النظريات الأصولية والبنيوية التي كانت استنتاجية ومضاربة في طبيعتها.
بعد عقدين من الزمان، أظهر علماء الاجتماع وعلماء النفس بعض التقدير للنظرية المجذرة نظرًا لوضع إطار مفاهيمي واضح ومنهجي للنظرية. وقد نُشر كتاب اكتشاف النظرية المجذرة (عام 1967) في وقت واحد في الولايات المتحدة والمملكة المتحدة، والذي بسببه أصبحت النظرية معروفة جيدًا بين الباحثين النوعيين وطلاب الدراسات العليا في تلك البلدان.
نقطة التحول لهذه النظرية جاءت بعد نشر اثنين من الدراسات/الأعمال الرئيسية التي تناولت (المحتضرين في المستشفيات). ما ساعد هذا النظرية على اكتساب بعض الأهمية في مجالات علم الاجتماع الطبي وعلم النفس والطب النفسي. وبرزت النظرية المجذرة منذ بداياتها في مجالات الصحة في مجالات متنوعة مثل الدراما والإدارة والتصنيع والتعليم.

## ركائز فلسفية
تجمع النظرية المجذرة بين التقاليد المتنوعة في علم الاجتماع والوضعية والتفاعل الرمزي مثلما هو الحال وفقًا لرالف وبيركس وشابمان في الديناميكية المنهجية (2015). إن التدريب القوي لجلاسر في الوضعية مكنه من كتابة الردود النوعية؛ ومع ذلك فقد بحث تدريب ستراوس في دور الأشخاص (النشط) الذين يعيشون فيه.
أدرك ستراوس مدى عمق وثراء الأبحاث النوعية فيما يتصل بالعمليات الاجتماعية وتعقيدات الحياة الاجتماعية، بينما أدرك جلاسر التحليل المنهجي المتأصل في البحوث الكمية من خلال الفحص على أساس كل بند، وأعقب ذلك توليد الرموز والفئات والخصائص. ووفقًا لما ذكره غلاسر (عام 1992)، فإن إستراتيجية النظرية المجذرة هي أخذ تفسير المعنى في التفاعل الاجتماعي في الداخل ودراسة (العلاقة المتبادلة بين المعنى في تصور المواضيع وعملها).
وبالتالي يفسّر البشر من خلال معنى الرموز عالمهم والجهات الفاعلة التي تتفاعل معهم، إذ تُترجم النظرية المجذرة ويُكتشف مفاهيم جديدة لسلوكيات البشر الناتجة عن معنى الرموز.
ويعتبر التفاعل الرمزي أحد أهم النظريات التي أثرت على النظرية المجذرة ووفقًا لفهمهم للعالم من خلال تفسير التفاعل البشري الذي يحدث من خلال استخدام الرموز مثل اللغة. ووفقًا لما ذكره مليكين وشريبر في الديابات ونافينيك، فإن مهمة المنظّر المتجذر هي اكتساب المعرفة عن المعنى المشترك اجتماعيًا الذي يشكل سلوكيات وواقع المشاركين الذين تجري دراستهم.

## مراحل التحليل
| المرحلة | الغاية                                                      |
| ------- | ----------------------------------------------------------- |
| رموز    | تحديد المرتكزات التي تسمح بجمع النقاط الأساسية للبيانات     |
| مفاهيم  | مجموعات من رموز المحتوى المماثل التي تسمح بتجميع البيانات   |
| فئات    | مجموعات واسعة من المفاهيم المشابهة التي تُستخدم لتكوين نظرية |
| نظرية   | مجموعة من الفئات التي تفصل موضوع البحث                      |

وبمجرد جمع البيانات، فإن تحليل النظرية المجذرة يتضمن الخطوات الأساسية التالية:
1. ترميز النص ووضع النظريات: في بحث النظرية المجذرة، والبحث عن النظرية يبدأ مع أول سطر في أول مقابلة يرمز لها. وهو يتضمن أخذ جزء صغير من النص إذ يُرمز السطر تلو الآخر. وتُحدد المفاهيم المفيدة حيث توضع علامات على العبارات الأساسية. وتكون المفاهيم قد سميت. ثم تتخذ بعد ذلك مجموعة أخرى من النصوص وتتكرر الخطوات المذكورة أعلاه. تسمى هذه العملية وفقًا لستراوس وكروبين عملية الترميز المفتوح وعند تشارماز تسمى الترميز الأولي. تُقسِّم هذه العملية في الأساس البيانات إلى مكونات مفاهيمية. وتتضمن الخطوة التالية المزيد من وضع النظريات، وعندما يكتمل الترميز تُسحب أمثلة للمفاهيم معًا للتفكير في كيفية ارتباط كل مفهوم بمفهوم أكبر وأكثر شمولية. وهذا يتضمن أسلوب المقارنة المستمرة، والتي تستمر طوال عملية النظرية المجذرة، من خلال تطوير النظريات الكاملة.
2. إنشاء المذكرات ووضع النظريات: إنشاء المذكرات هو عبارة عن عملية يحتفظ من خلالها بالملاحظات الجارية لكل من المفاهيم التي تُحدد. وتعد هذه الخطوة كخطوة وسيطة بين الترميز والمسودة الأولى للتحليل المكتمل. تعد المذكرات بأنها ملاحظات ميدانية حول المفاهيم التي يعرضون فيها ملاحظاتهم ورؤاهم. وتبدأ عملية إنشاء المذكرات بالمفهوم الأول الذي يُحدد ويستمر بشكل صحيح من خلال عملية كسر النص وبناء النظريات.
3. دمج النظريات وتنقيحها وكتابتها: وبمجرد ظهور فئات الترميز، فإن الخطوة التالية تتلخص في ربطها معًا في نماذج نظرية حول فئة مركزية تربط كل شيء معًا. ويدور أسلوب المقارنة الثابتة في حيز التنفيذ إلى جانب تحليل الحالات السلبية التي تبحث عن حالات لا تؤكد النموذج. يُنشئ المرء في الأساس نموذجًا حول الطريقة التي يعمل بها الشخص الذي يدرس مباشرة من المقابلة الأولى، ويرى ما إذا كان النموذج يصمد بينما يحلل المرء المزيد من المقابلات.

تضمن وضع النظريات كل هذه الخطوات. ويجب على المرء بناء واختبار النظرية على طول الطريق حتى نهاية المشروع.